# 한국복음주의조직신학회
한국복음주의조직신학회(韓國福音主義組織神學會, Systematic Theology Division of Korea Evangelical Society)는 개신교 계열인 한국복음주의 신학회에 소속된 복음주의 신학자들의 학회이다. 1997년 창립된 신학회이며 연구분야는 조직신학, 윤리학, 현대신학, 기독교 철학, 기독교 문화, 변증학, 그리고 해석학이다. 현재 회장은 안양대학교의 장호광 교수이다. 부회장으로 유정선(한국성서대학교), 신문철, 윤형철(총신대학교), 이경직(백석대학교)유태화(백석대학교), 유창형(총신대학교), 이남규(합동신학대학원대학교)이며, 총무이사는 이동영 교수이다. 한국조직신학회와 더불어 조직신학과 현대신학 분야에서 한국교회를 위해 신학적 공헌을 하고 있다. 한국연구재단의 등재지(2022년 11월부터)인 신학회 학회지로는 《조직신학연구》(ISBN 1738-4508)가 2002년부터 창간호가 나오고 연 3권이 발행되고 있다. 2017년에 20주년을 기념대회를 가졌다. 2018년부터 학회에서는 신학자 상을 수상하고 있다.

## 한국복음주의 조직신학회 임원(2024-2026)
- 회장: 장호광(안양대학교)
- 부회장: 신문철, 이경직, 유정선, 황덕형, 라영환, 유태화, 윤형철, 유창형, 이남규
- 총무이사: 이동영
- 책임재무이사: 김민석
- 협동총무이사: 조영호, 강웅산, 윤형철
- 재무이사: 김은수, 우병훈, 정홍열
- 책임연구이사: 박재은(총신대)
- 연구이사: 김성원(B), 양찬호, 한병수
- 책임학술정보이사: 이상웅
- 학술정보이사:  이상은, 정요석
- 책임섭외이사: 김병훈
- 섭외이사: 김지훈, 문영식, 임영동
- 책임국제교류이사: 이신열
- 국제교류이사: 김석환, 백충현, 전대경
- 책임발전이사:이관표
- 발전이사: 김지호, 문병호, 장성진,
- 감사: 양신혜, 황돈형
- 간사: 허성

## 역대 회장
- 김성봉(1회, 1998-2000), 이승구 (2회, 공동회장,  2000~2002), 윤동철(2회, 공동회장), 안명준 (3회, 2002~2004), 조봉근 (4회, 2004-2006)
- 권호덕 (5회, 2006-2008), 신현수(6회, 2008-2010), 최윤배 (7회, 2010-2012), 김성원 (8회, 2012-2014), 한상화(9회, 2014-2016), 김윤태 (10회, 2016~2018), 권문상 (11회, 2018-2020), 박찬호 (2020~2022), 박태수 (2022-2024)

## 역대 편집위원장
- 제 1회 안명준 2002년 9월 19일 - 2019년 8월 30일
- 제 2회 김윤태 2019년 9월 1일 - 2021년 8월 30일
- 제 3회 김재윤 2021년 9월 1일 - 2023년 8월 30일
- 제 4회 권문상 2023년 9월 1일 - 2024년 8월 30일
- 제 5회 박찬호 2024년 9월 1일 -

## 고문
- 김길성, 김영한, 서철원, 성기호, 한영태

## 《조직신학연구》(ISBN 1738-4508, 연구재단등재지) 편집위원
- 편집위원장: 박찬호

### 편집위원들
- 김은수(전 숭실대학교)
- 이신열(고신대학교)
- 조영호(안양대학교)
- 이상웅(총신대학교)
- 김호욱(광신대학교)
- 전대경(명지대학교)
- 간사: 박동희 (고신대학교 신학대학원 Th.M. Cand.)

### 편집 및 심사 방향
- 복음주의신학에 기초하여 사회와 세상의 문제를 다루고 이런 문제에 대한 적용 강조
- 복음주의신학과 개혁신학 뿐만 아니라 다양한 신학적 주제들을 연구
- 심사의 공정성과 연구윤리의 준수
- 해당 분야의 학술적 연구와 연구공헌에 중점

### 심사일정 및 논문투고양식
- 매년 1월과 5월, 9월에 원고모집 공고
- 편집위원회 규정 제7조 (학술지 발간일) 본 학회 학술지인 「조직신학연구」는 연 3회 이상 발행되며, 매년 4월 30일, 8월 30일, 12월 30일에 발간한다(단, 2018년에 한하여 한시적으로 6월 30일, 9월 30일, 12월 30일에 발간한다).(개정2018.03.17.) 발행규정 제3조 (발행 시기) 「조직신학연구」 (Studies in Systematic Theology)는 연 3회 이상(4월 30일, 8월 30일,

12월 30일) 발행한다. 단 2018년은 한시적으로 6월 30일, 9월 30일, 12월 30일에 발간한다.(개정 2018.03.17.)
- 한국연구재단 학회지 논문투고
- 조직신학연구 논문투고양식

## 한국복음주의 조직신학회 동영상들
- 한국복음조직신학회 20주년 기념동영상 2017-11-18
- 제30차 한국복음주의조직신학회 정기논문발표회_조봉근 박사(2015년 5월 30일)
- 제30차 한국복음주의조직신학회 정기논문발표회_김영한 박사(2015년 5월 30일)

- 제30차 한국복음주의조직신학회 정기논문발표회_조영호 박사(2015년 5월 30일)
- 제30차 한국복음주의조직신학회 정기논문발표회_한병수 박사 (2015년 5월 30일)

- 제30차 한국복음주의조직신학회 정기논문발표회_최윤배 박사(2015년 5월 30일
- 제30차 한국복음주의조직신학회 정기논문발표회_양찬호 박사(2015년 5월 30일)
- 삼위 하나님의 교제로서 교회의 본질과 21세기 목회 모색_유태화 교수_2015년 4월 25일
- 칼빈 신학과 학제간 통찰 신학 ∥ 정동곤 박사_제77차 한국복음주의신학회 신학포럼 (2015년 5월 23일)
- 한국복음주의 조직신학회 20주년기념 준비기자회견 동영상, CTNtv, 2017-11-2

## 신학자 상 역대수상자
- 제 1회 2018년 안명준 박사 (평택대학교)
- 제 2 회 2024년 이승구 박사 (합동신학대학원대학교)

역대수상자사진
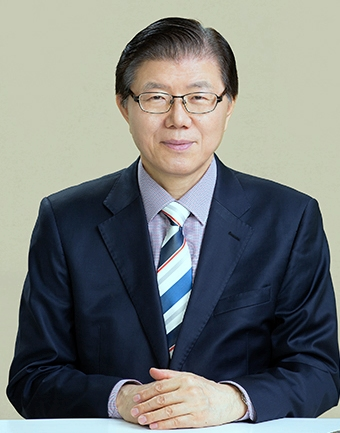
2018년 제 1회 수상자 안명준 박사
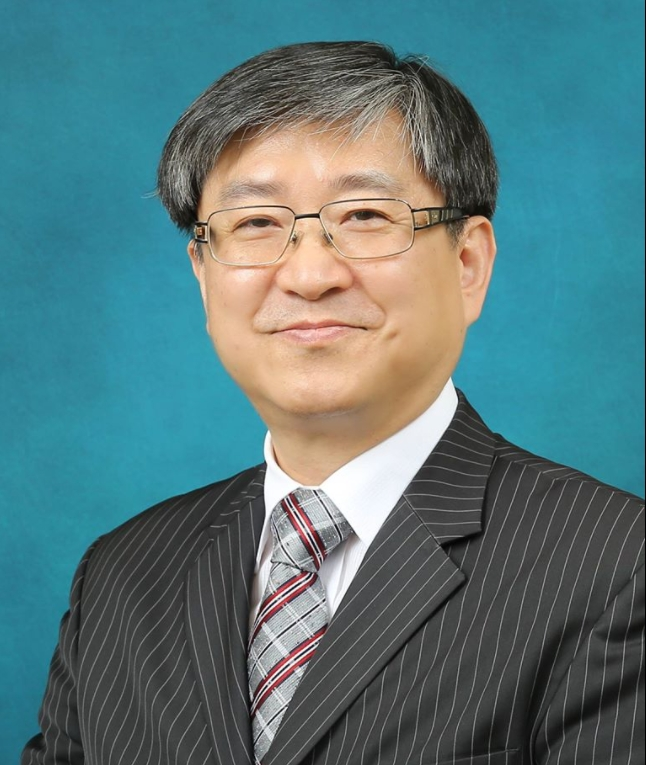
2024년 제 2회 수상자 이승구 박사

## 사진들

한국복음주의 조직신학회 모임 사진들
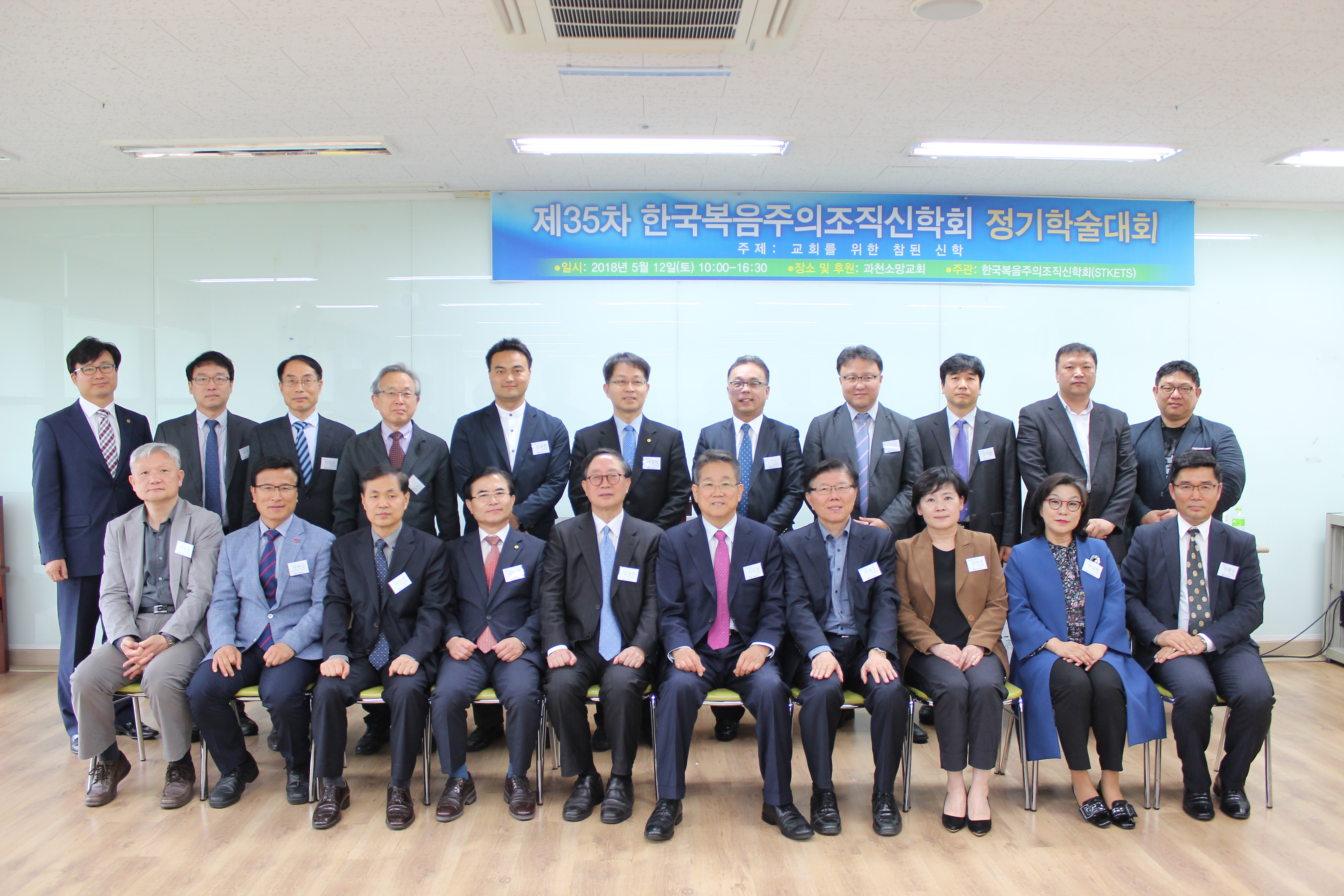
제35차 한국복음주의조직신학회 정기학회, 2018년 5월 12일, 과천소망교회
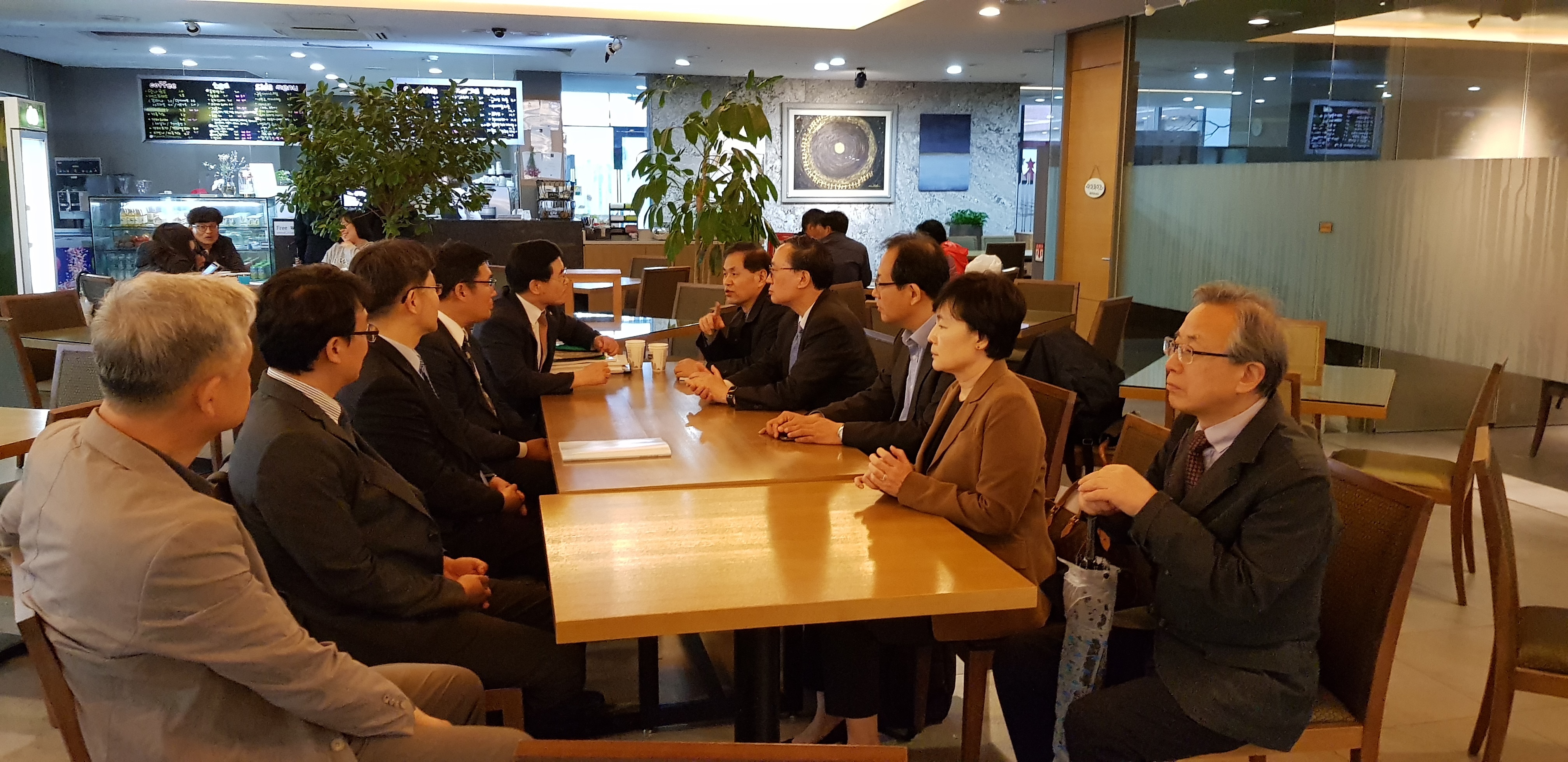
35차 한국복음주의조직신학회 임원회 2018년 5월 12일, 과천소망교회 카페
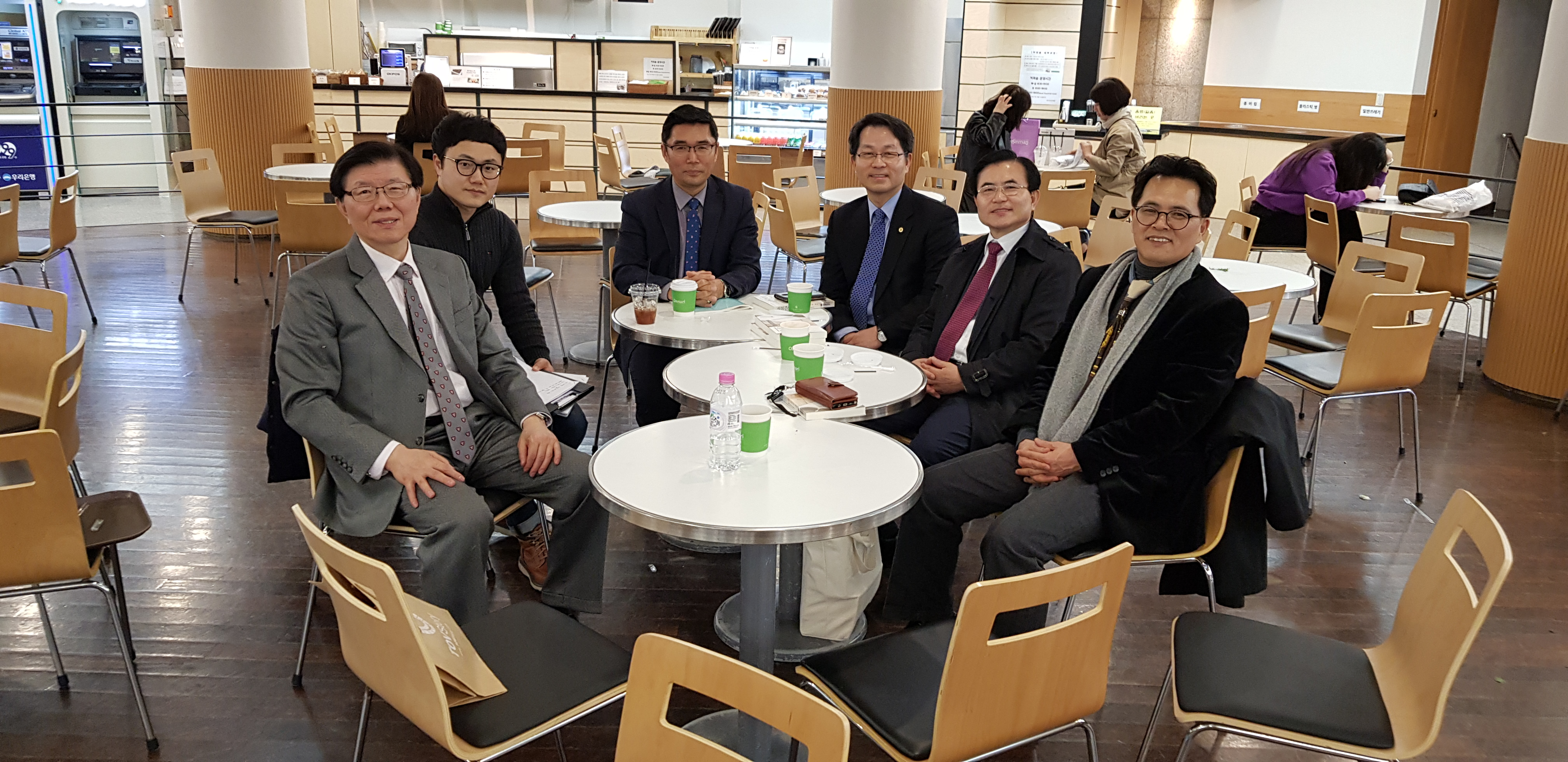
한국복음주의조직신학회임원회 온누리교회 2017년 3월 17일
한국복음주의 조직신학회모임 장소: 안양대학교
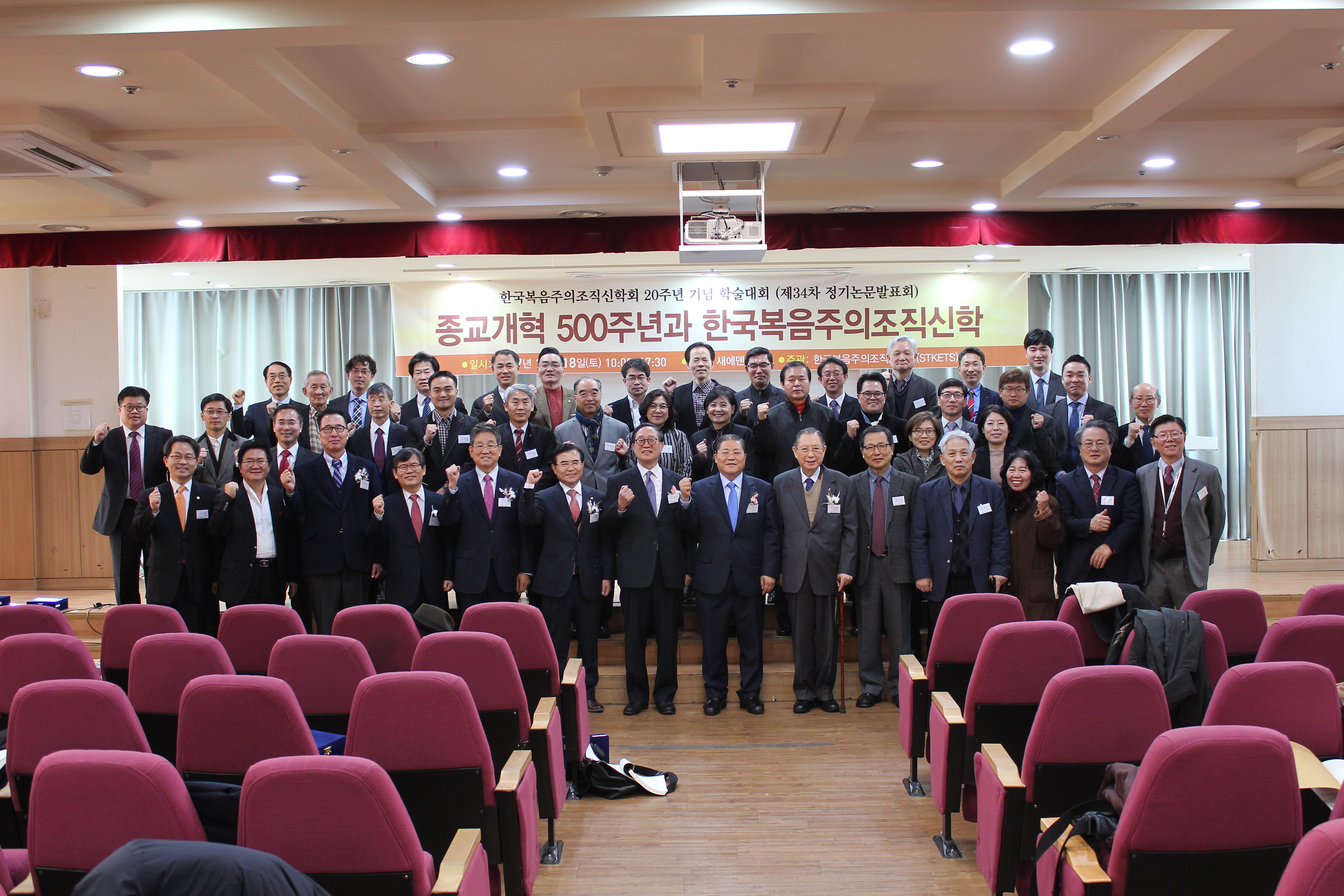
한국복음주의 조직신학회 20주년 기념사진 2017년 11월 18일 오전 장소 새에덴교회
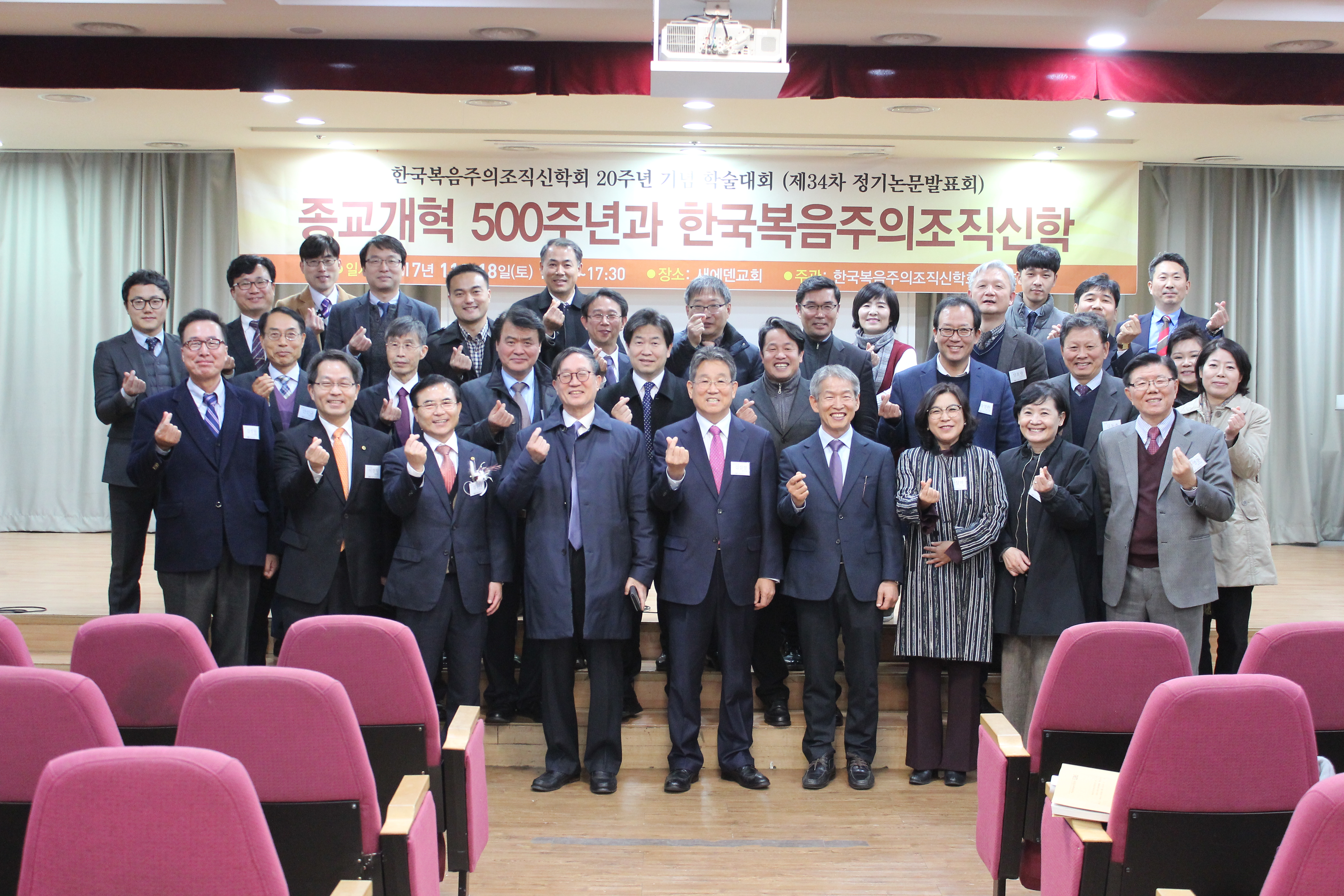
한국복음주의 조직신학회 20주년 행사 오후사진 2017년 11월 18일 장소는 새에덴교회
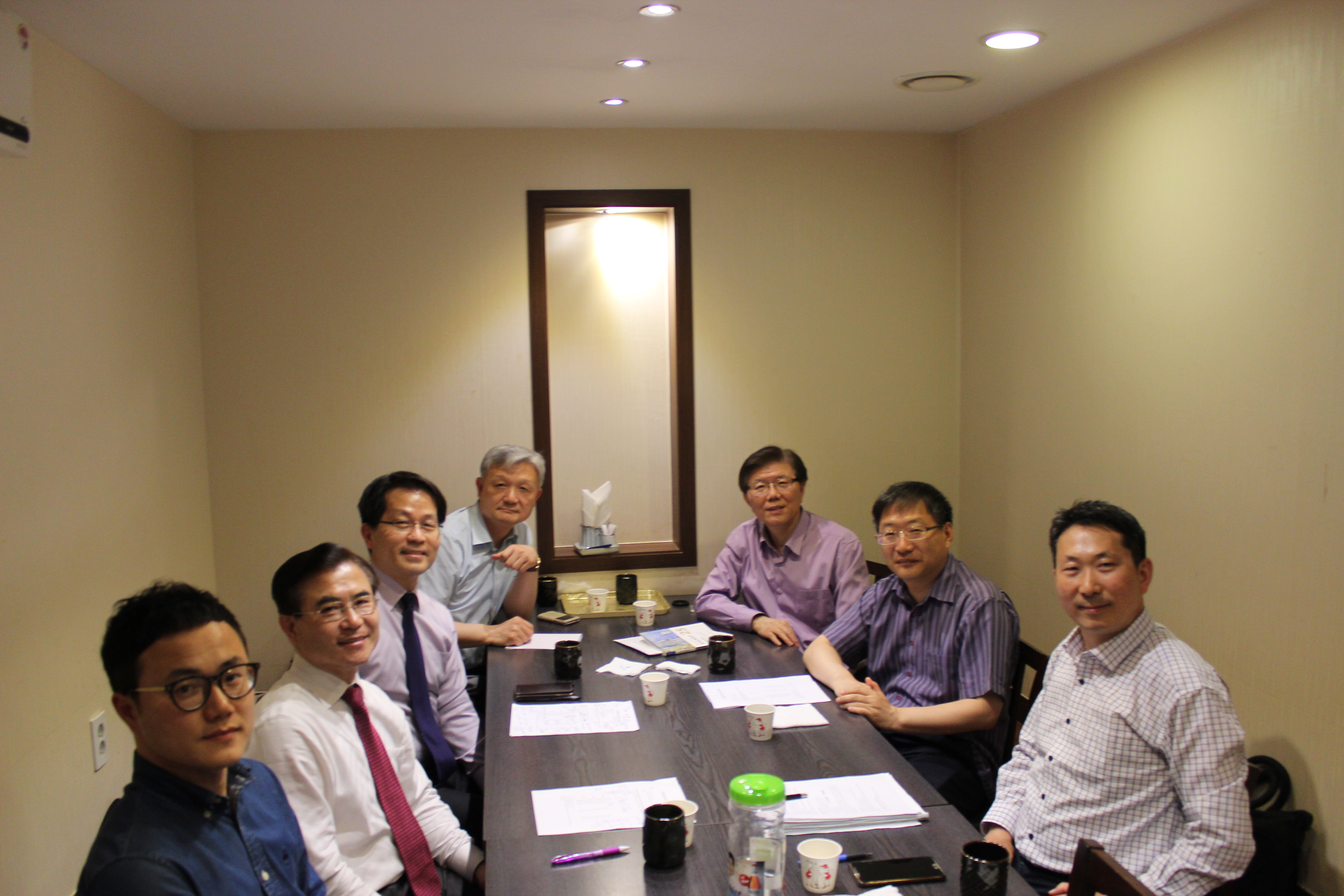
한국복음주의 조직신학회 학회 조직신학연구 편집위원회모임 방배동 안명준외
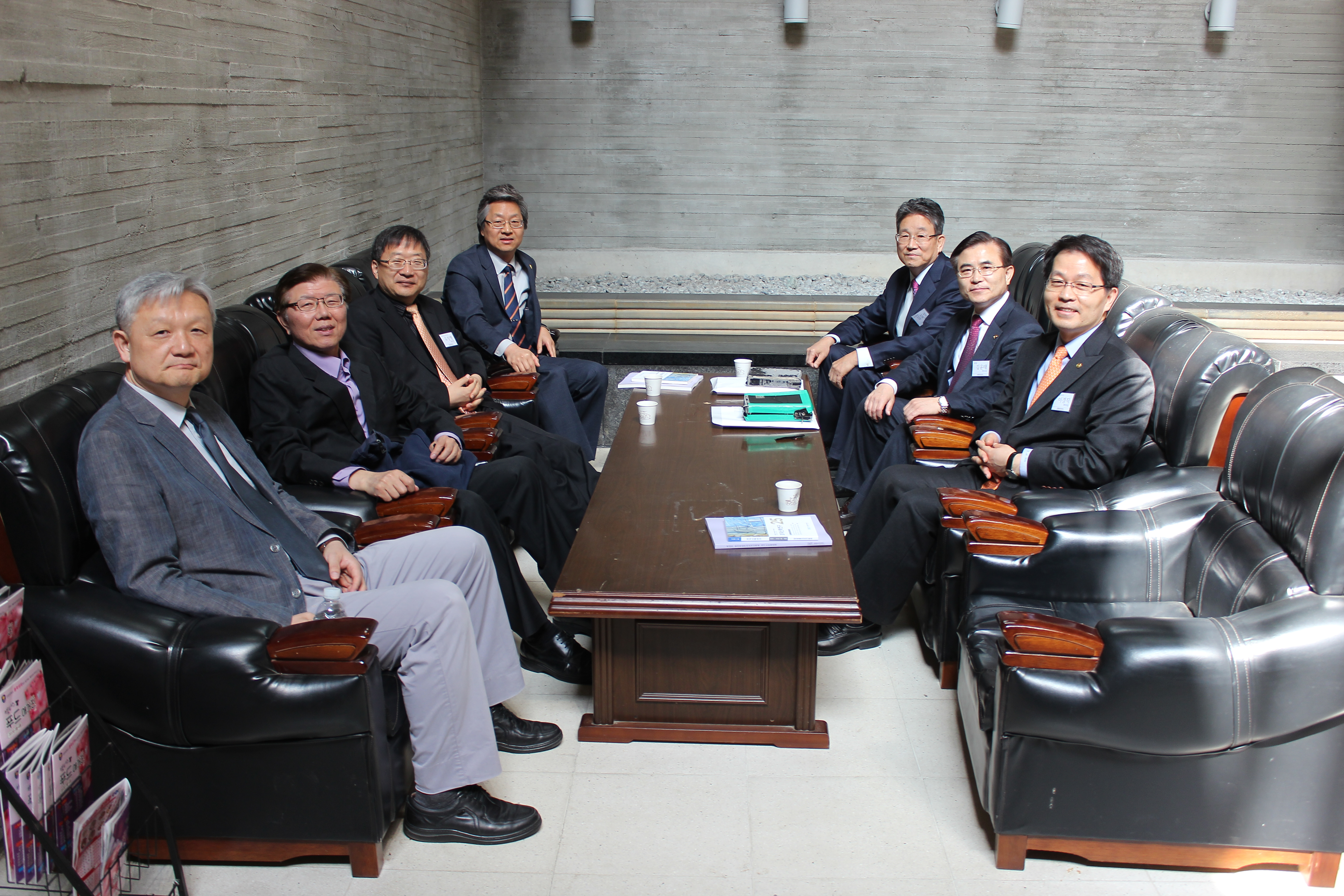
한국복음주의조직신학회 임원회 안양대학교 안명준외
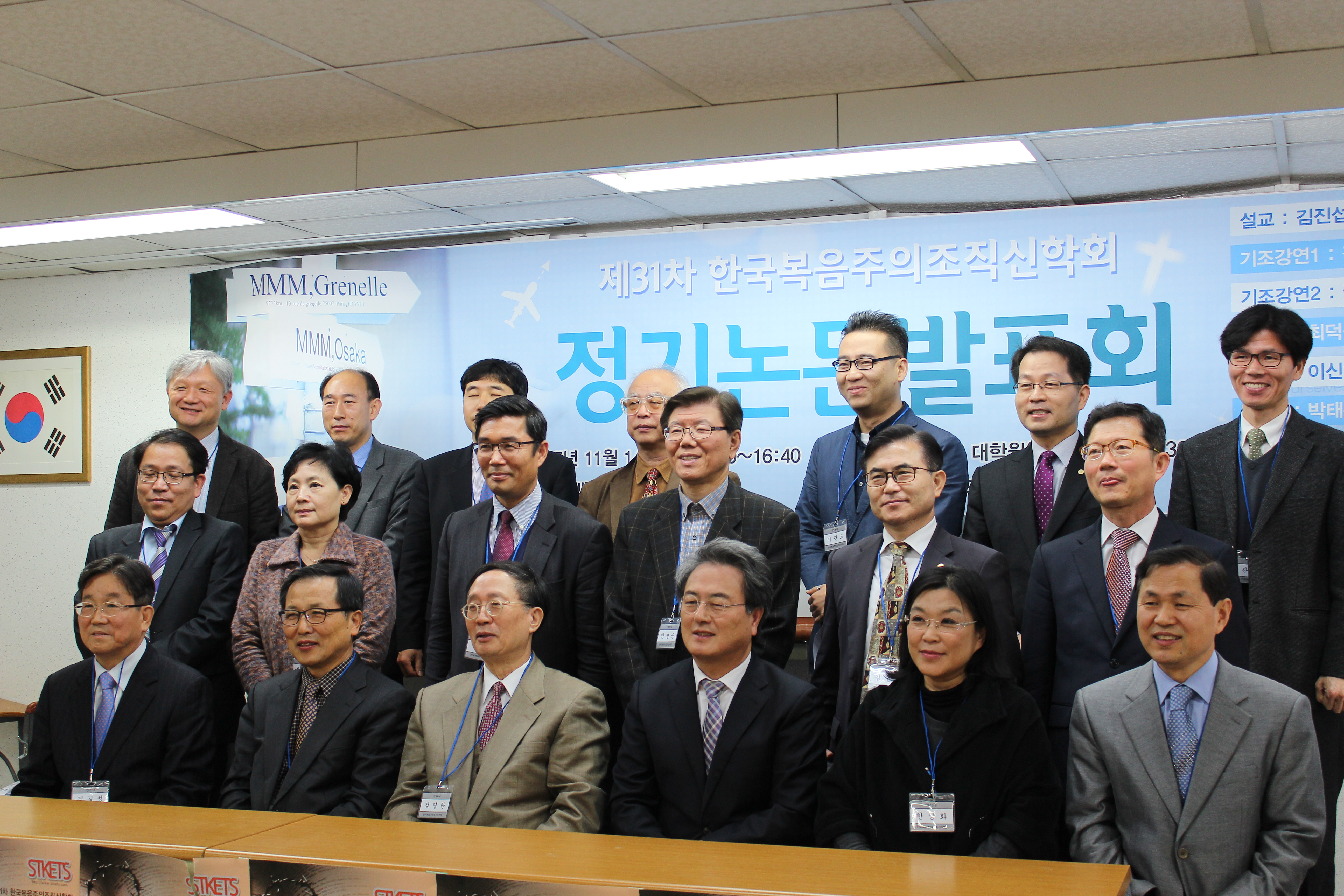
한국복음주의 조직신학회 모임 백석대학교 안명준외 2015-11-14
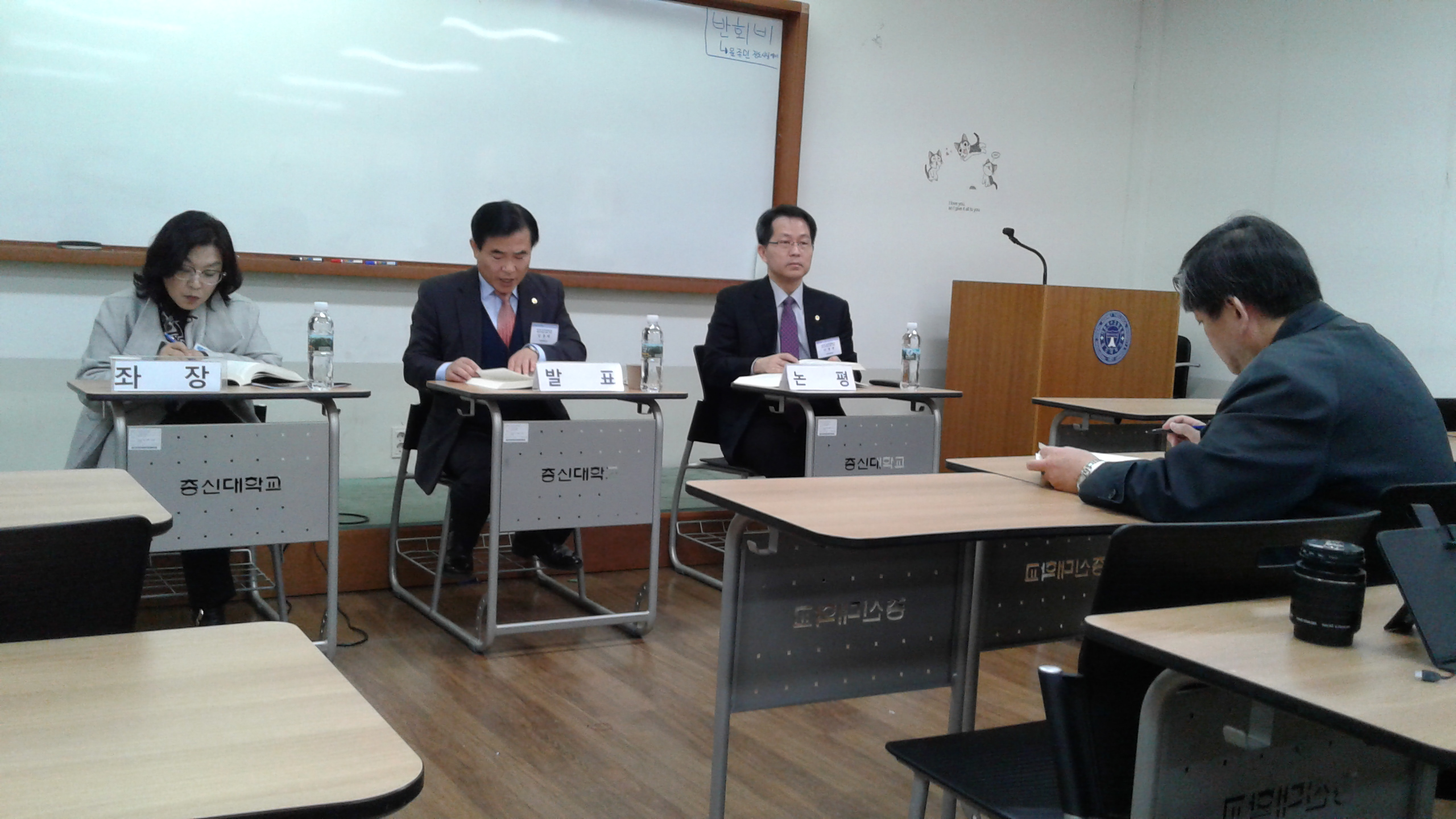
한국복음주의조직신학회 발표 총신신대원 2017, 11, 11

## 같이 보기
- 한국복음주의 신학회
- 한국개혁신학회
- 한국조직신학회
- 한국기독교학회
- 한국장로교신학회
- 한국복음주의구약신학회
- 한국복음주의신약학회
- 안명준
- 이승구
- 김성원
- 김윤태
- 최윤배
- 박찬호
- 박태수
- 장호광
- 대한민국의 학술지 목록